# Sinterrasen
Sinterrasen (früher auch Sünderrasen genannt) ist ein Gemeindeteil der Gemeinde Issigau im Landkreis Hof (Oberfranken, Bayern). Sinterrasen liegt in der Gemarkung Eichenstein.

## Geografie
Die Einöde liegt am Nordhang der Rotleite, eine bewaldete Erhebung des Frankenwaldes. Ein Wirtschaftsweg führt nach Reitzenstein (1,2 km nördlich).

## Geschichte
Sinterrasen gehörte zur Realgemeinde Reitzenstein. Gegen Ende des 18. Jahrhunderts bestand Sinterrasen aus zwei Anwesen (1 Gut, 1 Gütlein). Die Hochgerichtsbarkeit hatten das Rittergut Issigau und das Rittergut Reitzenstein gemeinsam inne. Das Rittergut Issigau war Grundherr der beiden Anwesen.
Von 1797 bis 1810 unterstand Sinterrasen dem Justiz- und Kammeramt Hof. Infolge des Ersten Gemeindeedikts wurde Sinterrasen dem 1812 gebildeten Steuerdistrikt Issigau und der zugleich entstandenen Ruralgemeinde Reitzenstein zugewiesen. Im Zuge der Gebietsreform in Bayern wurde Sinterrasen am 1. Mai 1978 nach Issigau eingemeindet.

### Einwohnerentwicklung
| Jahr      | 001861 | 001871 | 001885 | 001900 | 001925 | 001950 | 001961 | 001970 | 001987 |
| Einwohner | 6      | 12     | 21     | 9      | 14     | 22     | 2      | 0      | 0      |
| Häuser    |        |        | 2      | 2      | 2      | 2      | 1      |        | 1      |
| Quelle    | [ 9 ]  | [ 10 ] | [ 2 ]  | [ 11 ] | [ 12 ] | [ 13 ] | [ 14 ] | [ 15 ] | [ 1 ]  |

## Religion
Sinterrasen ist evangelisch-lutherisch geprägt und bis heute nach St. Simon und Judas (Issigau) gepfarrt.